# Josh Jacobs
Joshua "Josh" Jacobs, född 15 februari 1996, är en kanadensisk professionell ishockeyback som är kontrakterad till New Jersey Devils i National Hockey League (NHL) och spelar för Binghamton Devils i American Hockey League (AHL). Han har tidigare spelat för Albany Devils i AHL, Adirondack Thunder i ECHL, Sarnia Sting i Ontario Hockey League (OHL), Michigan State Spartans (Michigan State University) och Indiana Ice i United States Hockey League (USHL).
Jacobs draftades av New Jersey Devils i andra rundan i 2014 års draft som 41:a spelare totalt.

## Statistik
| 2009–2010   | Detroit Belle Tire      | T1EHL       | 29  | 8 | 14 | 22 | 20  | —  | — | — | — | — |
| 2010–2011   | Detroit Belle Tire      | T1EHL       | 31  | 9 | 19 | 28 | 24  | —  | — | — | — | — |
| 2011–2012   | Detroit Honeybaked      | HPHL        | 24  | 3 | 14 | 17 | 20  | —  | — | — | — | — |
|             | Detroit Honeybaked      | T1EHL       | —   | — | —  | —  | —   | 7  | 0 | 3 | 3 | 4 |
| 2012–2013   | Indiana Ice             | USHL        | 48  | 2 | 13 | 15 | 52  | —  | — | — | — | — |
| 2013–2014   | Indiana Ice             | USHL        | 56  | 5 | 18 | 23 | 46  | 12 | 3 | 2 | 5 | 2 |
| 2014–2015   | Michigan State Spartans | NCAA        | 35  | 0 | 9  | 9  | 26  | —  | — | — | — | — |
| 2015–2016   | Sarnia Sting            | OHL         | 67  | 4 | 20 | 24 | 38  | 7  | 0 | 5 | 5 | 6 |
|             | Albany Devils           | AHL         | 1   | 0 | 0  | 0  | 0   | —  | — | — | — | — |
| 2016–2017   | Albany Devils           | AHL         | 49  | 0 | 9  | 9  | 32  | 4  | 0 | 0 | 0 | 0 |
|             | Adirondack Thunder      | ECHL        | 1   | 0 | 0  | 0  | 0   | —  | — | — | — | — |
| 2017–2018   | Binghamton Devils       | AHL         | 55  | 1 | 15 | 16 | 33  | —  | — | — | — | — |
| 2018–2019   | New Jersey Devils       | NHL         | 1   | 0 | 0  | 0  | 0   | —  | — | — | — | — |
|             | Binghamton Devils       | AHL         | 60  | 3 | 9  | 12 | 40  | —  | — | — | — | — |
| NHL totalt  | NHL totalt              | NHL totalt  | 1   | 0 | 0  | 0  | 0   | —  | — | — | — | — |
| AHL totalt  | AHL totalt              | AHL totalt  | 165 | 4 | 33 | 37 | 105 | 4  | 0 | 0 | 0 | 0 |
| USHL totalt | USHL totalt             | USHL totalt | 104 | 7 | 31 | 38 | 98  | 12 | 3 | 2 | 5 | 2 |